# Edna Schmidt
Edna Schmidt (8 de agosto de 1969 – 24 de junho de 2021) foi um jornalista âncora do Noticiero Univision Edición Nocturna. Ela era descendente de porto-riquenhos.

## Início da vida e educação
Os pais de Schmidt se mudaram de Porto Rico para Manhattan, Nova York, onde ela nasceu. Mais tarde, se formou em jornalismo.

## Carreira
Schmidt mudou-se para Porto Rico, onde começou carreira como apresentadora de notícias na WSJN-TV (Canal 24). Em 1992, foi para Chicago, onde lhe ofereceram um emprego na WGBO-TV (Canal 66), uma estação local de língua espanhola.

### Telefutura (2002-09)
Ela viveu em Chicago por 10 anos antes de receber a oferta do cargo de âncora na Telefutura, uma divisão da Univision Communications, Inc., a principal empresa de mídia em língua espanhola nos EUA.
Em abril de 2002, Schmidt aceitou a oferta e, com o marido, mudou-se para Miami, Flórida,  sede da Telefutura. Schmidt foi a âncora inaugural do "Noticias al Minuto" até 2009, quando foi promovida ao Noticiero Univision: Fin de Semana . Entre os eventos notáveis que cobriu estão os ataques de 11 de setembro ao World Trade Center em 2001, o pânico causado pela ameaça do antraz e a execução do terrorista de Oklahoma , Timothy McVeigh.

### Univision (2009-2011)
Ela estava estudando para terminar um mestrado em jornalismo na Universidade Estadual de Iowa. Foi nomeada Madrinha Nacional do Desfile do Dia de Porto Rico na cidade de Nova York em 10 de junho de 2007.
Após 19 anos atuando como âncora do noticiário de fim de semana da Univision, Noticiero Univision: Fin de Semana, María Antonieta Collins decidiu deixar a Univision, seno substituída, principalmente, por Schmidt, Ilia Calderón e Martín Berlanga.
De setembro de 2005 a fevereiro de 2011, Edna Schmidt e Enrique Teutelo apresentaram os noticiários de fim de semana da Univision às 18h30 e às 23h30. Foram elogiados pelo Hispanicmarketweekly.com, dizendo que Teutelo e Schmidt deram uma cara nova aos fins de semana de notícias porque frequentemente se alternavam na entrega das notícias. 
No dia 4 de abril de 2011 voltou a apresentar as notícias às 23h30, co-ancorando com Ilia Calderón no Última Hora, agora com o novo nome de Noticiero Univision: Edición Noctura (Edição Noturna).
Em 1º de julho de 2011, Schmidt anunciou via Twitter que seria âncora de notícias do programa ¡Despierta América! para Sascha Pretto, mas que ela retornaria ao Noticias Univisión, onde permaneceu até setembro de 2011, quando foi dispensada.

## Senso de moda
Schmidt era conhecida por ter um grande senso de moda e vestuário de qualidade ao apresentar a Univision. Por exemplo, os espectadores sempre notavam um broche, uma flor ou uma textura em suas roupas.

## Morte
Em 24 de junho de 2021, a Univision informou que ela havia morrido aos 51 anos. A causa da morte não foi informada.